# Edward Allen Sydenham
Edward Allen Sydenham (Reading, 19 aprile 1873 – Cowes, 1948) è stato un religioso e numismatico britannico.

## Biografia
Compì i primi studi in una minuscola scuola a Jevington, un piccolo villaggio nel Sussex, poco a nord di Eastbourne.
Si avviò agli studi accademici presso il Merton College dell'Università di Oxford; in seguito attese anche a studi di Teologia, completati nel 1896, dopo i quali fu applicato alla funzione di curato a Oldham. L'anno successivo, nel 1897, fu ordinato diacono nella cattedrale di Manchester.
Nel 1911 sposò la diciassettenne Ada Lilian Stone da cui avrà un figlio e che morirà solo tre anni più tardi per gli esiti di una peritonite.
Nel 1919 sposò in seconde nozze Althea Josephine (Jo) Walker, di trent'anni, da cui avrà un secondo figlio l'anno successivo.

### Studi numismatici
In aggiunta al ministero religioso, fu uomo che accarezzò disparati interessi, tra i quali predilesse quello per la numismatica romana, repubblicana e imperiale, in cui avrebbe raggiunto il più alto livello: nel 1930 gli fu assegnata la medaglia della Royal Numismatic Society.
Della Royal Numismatic Society fu in seguito presidente dal 1937 fino al pensionamento, avvenuto nel 1942. 
Le sue opere numismatiche, scritte da solo o in collaborazione con altri specialisti, come è il caso di Harold Mattingly, sono tuttora utilizzate e citate nella moderna ricerca numismatica.
Dopo il pensionamento seguì ancora i suoi interessi storici dedicandosi, come assistente curatore, al Museo del castello di Carisbrooke, sull'Isola di Wight.

### Interessi diversi
Variegato è il ventaglio degli altri interessi coltivati da Sydenham.
Dotato nel disegno e nella pittura, realizzò un gran numero di studi e di lavori a tempera o a olio: i suoi paesaggi furono probabilmente esposti alla anche Royal Society. 
Si dedicava anche alla musica e alla composizione, con la produzione di numerosi anthem religiosi, uno dei quali fu anche pubblicato. Fra i suoi svariati interessi vi fu anche l'ingegneria e il ferromodellismo: costruì un modellino di ferrovia il cui percorso correva intorno al giardino del vicariato. 
Si dilettava anche di comporre scritti in versi e prosa, incluse alcune commedie di cui sopravvive unicamente un'opera in unico atto.

## Opere
- Historical References on Coins of the Roman Empire from Augustus to Gallienus, "Spink & son's Monthly Numismatic Circular", Vol. 23, 1915, col. 157-163, 262-276, 408-431, 526-544, 651-663, Vol. 24, 1916, col. 19-26, 137-142, 259-265.
- The Coinage of Nero - An Introductory Study, "Numismatic Chronicle", 1916, pp. 13-36.
- Historical References on Coins of the Roman Empire from Augustus to Gallienus, Spink & Son, Londra 1917.
- The Mint of Lugdunum, "Numismatic Chronicle", 1917, pp. 53-96.
- Divus Augustus, "Numismatic Chronicle", 1917, pp. 258-278.
- The Coinage of Nero, "Spink & son's Monthly Numismatic Circular", Vol. 25, 1917, col. 126-134, 235-244, 346-356, 430-442, 521-528, Vol. 26, 1918, col. 14-28, 108-128, 214-219, 302-308, 398-404, 484-491, Vol. 27, 1919, col. 14-17.
- The Roman Monetary System, "Numismatic Chronicle", 1918, pp. 155-186 e "Numismatic Chronicle", 1919, pp. 114-171.
- The Coinages of Augustus, "Numismatic Chronicle", 1920, pp. 17-56.
- The Coinage of Nero, Spink & Son, Londra 1920.
- The Aes Grave - Its Chronology and Theory, "Numismatic Chronicle", 1925, pp. 53-76.
- The Aes Grave: A Study of the Cast Coinages of Rome and Central Italy, Spink & Son, Londra 1926.
- An Unpublished Double-siliqua of Constantine Junior, "Numismatic Chronicle", 1926, pp. 472-475.
- The Romance of Coin Collecting, "Spink & son's Numismatic Circular", Vol. 37, 1929, col. 438-440.
- Roman Bronze "Pattern Coins", "Spink & son's Numismatic Circular", Vol. 38, 1930, col. 150-151.
- The Coinage of Caesarea in Cappadocia, "Spink & son's Numismatic Circular", Vol. 38, 1930, col. 1-8, 49-58, 185-195, 342-346, 377-386, 425-432, Vol. 39, 1931, col. 193-200, 385-390, 467-472, Vol. 40, 1932, col. 49-52, 297-298, 341-348, 379-386, Vol. 41, 1933, col. 8-13, 50-57.
- Symbols on Denarii of Lucius Papius and Lucius Roscius, "Numismatic Chronicle", 1931, pp. 1-13.
- The Victoriate, "Numismatic Chronicle", 1932, pp. 73-76.
- A Small Find of Caesarean Drachms, "Numismatic Chronicle", 1932, pp. 68-69.
- The Coinage of Caesarea in Cappadocia, Spink & Son, Londra 1933.
- The Vicissitudes of Maximian after his Abdication, "Numismatic Chronicle", 1934, pp. 141-167.
- The Origin of the Roman Serrati, "Numismatic Chronicle", 1935, pp. 209-230.
- Problems of the Early Roman Denarius, in "Transaction of the International Numismatic Congress Organized and Held in London by the Royal Numismatic Society June 30 - July 3, 1936 on the Occasion of Its Centenary" a cura di J. Allan, H. Mattingly e E.S.G. Robinson, B. Quaritch, Londra 1938, pp. 262-275.
- A Tetradrachm of Antiochus Epiphanes Reissued by Antiochus VI, "Numismatic Chronicle", 1937, pp. 147-148.
- The Date of Piso-Caepio, "Numismatic Chronicle", 1940, 164-178.
- Ornamental Detail as a Guide to the Classification of Republican Denarii, "Numismatic Chronicle", 1941, pp. 117-127.
- The White Horse and Ancient British Coin-types, "Numismatic Chronicle", 1944, 65-76.
- (con Geoffrey Colton Haines), The Coinage of the Roman Republic, Spink & Son, Londra 1952.
- (con Harold Mattingly), Roman Imperial Coinage (coautore dei volumi 2, 3, e 4; coeditore del volume 5).